# Cobblestone Records
Cobblestone Records est un label discographique américain de jazz, basé à New York, actif entre 1968 et 1972.

## Histoire
Cobblestone est fondé par le producteur Joe Fields (1929–2017) en 1972 à New York. Il connait deux incarnations successives. La première a lieu en 1968-1969 en tant que label discographique à singles, filiale de Buddah Records (le LP de Joe Thomas est tiré de cette période). La ligne de singles est mise en sommeil au début des années 1970, jusqu'à ce qu'en 1972, une nouvelle version du label soit créée par Joe Fields à New York, également en tant que filiale de Buddah Records.
La plupart des titres publiés sur ce label étaient produits par Don Schlitten. Le label publie notamment six albums live issus du Newport Jazz Festival New York de 1972. Le label publie également des lives inédits de Grant Green avec Big John Patton.
Dans une démarche reflétant l'ère active des labels indépendants, Fields forme plus tard Muse Records, essentiellement une extension de l'approche de Cobblestone, avec Schlitten produisant la majorité initiale de la production. Michael Cuscuna et Fred Seibert figurent parmi les producteurs ultérieurs. Une partie du matériel du label est ensuite transférée à Muse Records et 32 Jazz. 
Joe Fields décède le 12 juillet 2017 à l'âge de 88 ans.